# Motorosok (film)
A Motorosok (eredeti cím: The Bikeriders) 2023-as amerikai filmdráma, amelyet Jeff Nichols írt és rendezett. A főbb szerepekben Jodie Comer, Austin Butler, Michael Shannon, Mike Faist, Norman Reedus és Tom Hardy látható. A film egy fiktív történetet mesél el, amelyet Danny Lyon 1967-es The Bikeriders című fotókönyve ihletett. 
Világpremierje 2023. augusztus 31-én volt az 50. Telluride Filmfesztiválon, és az Amerikai Egyesült Államokban a tervek szerint 2024. június 21-én kerül a mozikba a Focus Features forgalmazásában, miután a 2023-as SAG-AFTRA sztrájk és a forgalmazóváltás miatt egy évet késett.

## Cselekmény
Az 1960-as évek: Néhány kemény fickó megalapította a "Vandálok" nevű motoros klubot a Középnyugaton. A klub kezdetben menedékként szolgál a chicagói kívülállók és a kirekesztettek számára. Az évek során azonban a tagok megtapasztalják, hogyan fejlődik egyre kiszámíthatatlanabb bandává. A motoros banda vezetője Johnny, Benny pedig a második számú a hierarchiában. Johnny két gyermek édesapja, és azután alapította a motoros klubot, hogy látta Marlon Brandót A vad című filmben.
Kathy, Benny felesége elmeséli Dannynek – aki könyvet akar írni a Vandálokról –, hogyan ismerte meg a férfit, hogyan szeretett belé, és hogyan házasodtak össze alig öt hét után.

## Szereplők
| Szerep      | Színész         | Magyar hang         |
| ----------- | --------------- | ------------------- |
| Kathy       | Jodie Comer     | Sodró Eliza         |
| Benny       | Austin Butler   | Ember Márk          |
| Johnny      | Tom Hardy       | Király Attila       |
| Zipco       | Michael Shannon | Szakács Tibor       |
| Danny Lyon  | Mike Faist      | Csiby Gergely       |
| Kali        | Boyd Holbrook   | Szatory Dávid       |
| Sunyi Sonny | Norman Reedus   | Schmied Zoltán      |
| Brucie      | Damon Herriman  | Nagypál Gábor       |
| Tutkó       | Beau Knapp      | Mészáros Béla       |
| Csótány     | Emory Cohen     | Király Dániel       |
| Bunyesz     | Karl Glusman    | Jakab Márk          |
| A Kölyök    | Toby Wallace    | Katona Péter Dániel |
| Nagy Jack   | Happy Anderson  | Schneider Zoltán    |

## A film készítése
A film eredeti címét Danny Lyon 1967-es fotókönyve után kapta.
2022 augusztusában jelentették be, hogy Jeff Nichols fogja rendezni a filmet, a főszereplők pedig Jodie Comer, Austin Butler és Tom Hardy lesznek. Michael Shannon, Boyd Holbrook és Damon Herriman még a hónap folyamán csatlakozott a szereplőgárdához. Ugyanezen év szeptemberében Toby Wallace, Emory Cohen, Beau Knapp, Karl Glusman és Happy Anderson csatlakozott a stábhoz. Norman Reedus és Mike Faist a következő hónapban csatlakozott a többi színészhez.
A forgatás 2022 októberében kezdődött az ohiói Cincinnatiben és decemberben fejeződött be.

## Fordítás
- Ez a szócikk részben vagy egészben  a   The Bikeriders című angol Wikipédia-szócikk fordításán alapul.  Az eredeti cikk szerkesztőit annak laptörténete sorolja fel. Ez a jelzés csupán a megfogalmazás eredetét és a szerzői jogokat jelzi, nem szolgál a cikkben szereplő információk forrásmegjelöléseként.